# Большой Козихинский переулок
Большо́й Кози́хинский переу́лок (в 1959—1993 годах — у́лица Осту́жева) — переулок в Центральном административном округе города Москвы. Проходит от Большой Бронной до Ермолаевского переулка (до мая 2016 переулок доходил до Большой Садовой улицы, но был укорочен, и его часть стала аллеей архитектора Шехтеля). Располагается между Малой Бронной улицей и Трёхпрудным переулком, параллельно первой. Пересекает Большой Палашёвский переулок и Малый Козихинский переулок. Нумерация домов ведётся от Большой Бронной.

## Происхождение названия
Название XVI — XVII веков, дано по названию местности — Козихи.

## История
С XVI века обширная болотистая местность между современными Тверской улицей, Тверским бульваром, Большой Никитской и Большой Садовой называлась по церкви Ермолая, «что на Козьем болоте», построенной в 1610 году и находившейся на Садово-Кудринской улице. Жители близлежащих слобод выпасали на этом болоте коз. Со временем эта местность преобразилась: болота были осушены, речки спрятаны в трубы, исчезли козы и огороды. Отражая эти перемены, Козье болото стали называть Козихой.
К середине XVIII века этот район облюбовали студенты. В переулках на Козихе сдавались недорогие комнаты. Территория Никитской студенческой слободы, где жили и учились студенты многих поколений, простиралась от университета на Моховой до Никитских ворот, Бронных улиц, Патриарших прудов и Козихинских переулков, где недорогие доходные дома пользовались особой популярностью, обитатели их называли  здешние окрестности Латинским кварталом по аналогии с парижской Сорбонной, распевая куплеты про Козиху:
| Есть в столице Москве, Один шумный квартал - Он Козихой Большой прозывается. От зари до зари, Лишь зажгут фонари Вереницей студенты шатаются, А Иван Богослов, На них глядя без слов, С колокольни своей улыбается. |

К середине XIX века, особенно в 60—70-е годы, этот район из студенческой слободы превращается в место обитания разного рода бедняков. Журналист П. Иванов оставил такое описание Козихи в конце XIX века:
«Узкие, преузкие улицы… Небольшие колониальные лавочки с немытыми окнами. Отталкивающего вида ворота. Безобразные дворы — антисанитарные до последней возможности. И всюду вонь, смрадная вонь подвалов, отхожих мест и помойных ям. В воздухе словно носятся ядовитые испарения… Население почти сплошь состоит из пролетариата — людей без определенных занятий, мелких канцелярских служащих, вдов и женщин разного типа. Весь состав богемы Тверского бульвара имеет убежище в этих местах. Здесь обитает пьяное веселье рука об руку с вечной нуждой…»
В 1959 году переулок был переименован в улицу Остужева в честь актёра Малого театра А. А. Остужева. В 1993 году переулку возвращено историческое название.

## Примечательные здания и сооружения

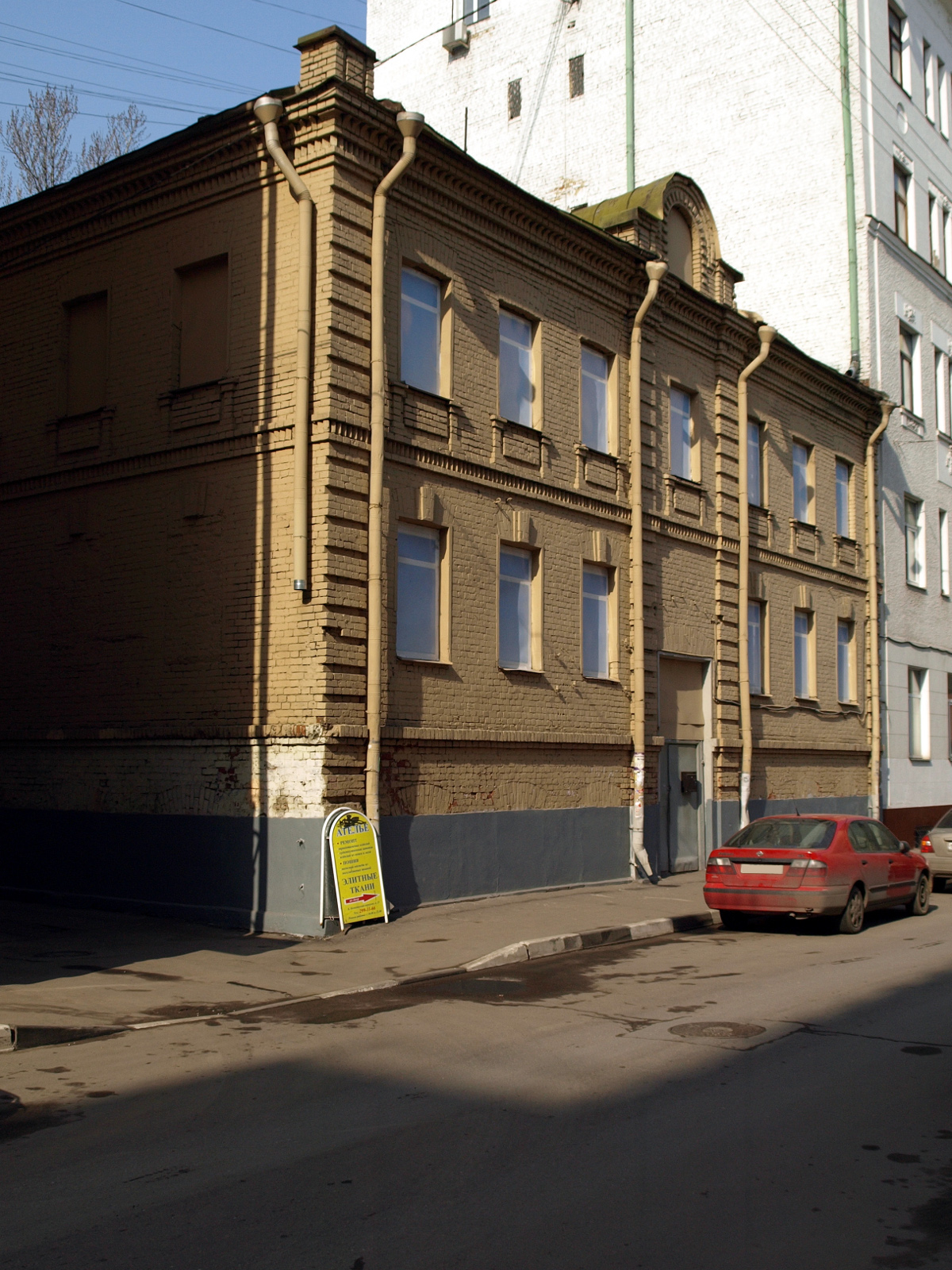
Дом № 25, снесён в 2011

### По нечётной стороне
- № 5 — центр образования № 1441 «Бронная слобода» (ранее школа № 112). Функционирует с 1955 года. Школа состоит из 5 зданий разных лет постройки (1904, 1955, 1962, 1974 гг.), соединённых между собой крытыми переходами[3].
- № 7 — здесь в 1910-х годах, в начале своей научной деятельности, жил хирург В. Э. Салищев, впоследствии заслуженный деятель науки, а в 1930-х годах — ботаник Н. В. Павлов, впоследствии академик и заслуженный деятель науки Казахской ССР, автор капитальных трудов о флоре Казахстана.
- № 13 — доходный дом Ефимова[4] (1900, архитектор П. М. Самарин). В ноябре 2016 года снесён[5][6].
- № 15 — жилой дом (конец 1920-х, архитектор К. Каменецкий)[7]. В этом доме жил писатель Алесь Адамович.
- № 19/6 — жилой дом. В октябре 2017 года на доме в рамках гражданской инициативы «Последний адрес» была установлена мемориальная табличка в память о жильце этого дома Григории Лазаревиче Островском, расстрелянном в годы сталинских репрессий[8].
  - № 19/6, строение 1 — Галерея довоенного отечественного искусства «Галеев-галерея».
- № 21 — доходный дом (1903, арх. Н. В. Пульхерин).
- № 23 — доходный дом Т. Я. Шухаева — фабриканта обуви и совладельца магазина обуви на Тверской улице построен в 1912 году, (архитектор Н. П. Хорошкевич). Архитектура дома отмечена влиянием «северного модерна». В 1930-е годы в этом доме жил историк К. В. Базилевич. До 1919 года в доме проживал Фёдор Иванович Благов (1866—1934) — русский журналист, редактор газеты «Русское слово». До 1970 года в доме проживал композитор и музыкант, автор музыки к фильмам «Еврейское счастье» («Менахем Мендель») (1925) и «Граница» (1935) Л. М. Пульвер. В 1970-е годы в доме проживал актёр, режиссёр и руководитель театра им. Вахтангова Михаил Ульянов. До начала 90-х в доме проживал актёр Владимир Стеклов. До 2004 года в доме жил известный теле- и кинорежиссёр Леонид Пчёлкин — режиссёр фильмов «Петербургские тайны», «Соло для часов с боем» и др.
- № 25 — в 1841 г. в этом доме жил композитор А. Е. Варламов. В июле-августе 2011 года дом был снесён компанией «Сатори». В течение года градозащитники пытались помешать разрушению здания[9], однако мэрия города согласовала проект строительства нового здания на его месте[10][11].
- № 27 — дом построен в 1911 году (инженер В. И. Рубанов). В 1910—1943 гг. под крышей на пятом этаже в 10-й квартире жил художник А. В. Лентулов, основатель и идейный вдохновитель группы «Бубновый валет», в творчестве которого Москва занимала большое место. В квартире А. Лентулова бывали А. Я. Таиров с А. Коонен, Игорь Северянин, Макс Волошин, Александр Пирогов, Алексей Дикий, А. Н. Толстой, Сергей Есенин, Пётр Кончаловский, Илья Машков, Роберт Фальк и др. До 1923 года в этом доме жил писатель Михаил Арцыбашев. В 1974—1981 годы в доме проживал кинорежиссёр Марк Донской. В доме также жил председатель Государственной Думы Российской империи Ф. А. Головин[12].

### По чётной стороне
- № 4 — доходный дом В. И. Мясникова. Построен в 1902 году (архитектор В. И. Мясников). В 1920-е годы здесь была квартира биохимика А. И. Опарина, выступившего с новой теорией происхождения жизни на земле.
- № 6 — доходный дом П. Н. Силуанова 1898 года постройки (архитектор И. Г. Кондратенко).
- № 8 — построен в 1906 году (архитектор О. Г. Пиотрович). В квартире № 3 находилась мастерская советского скульптора Александра Николаевича Златовратского, одного из основателей Общества русских скульпторов.
- № 10 — Доходный дом К. С. Клингсланда («Дом с рысью»), построен в 1902 году (архитектор Г. Н. Иванов)[13]. Здание покрыто лепным растительным узором и украшено масками, над окнами третьего этажа — скульптуры изогнувшейся рыси. Над подъездом — скульптура богини Ники с крыльями. В 1920—1930 гг. в доме жил драматург Василий Шкваркин, автор популярных пьес «Простая девушка», «Чужой ребенок» и др.[14]. До революции 1905 года здесь помещалась нелегальная студенческая библиотека, связанная с народовольческим движением. В период с 2000 по 2005 годы в этом доме находился книжный магазин «Фаланстер», в котором продавались газеты и книги российских и западных радикалов. Тут выступали литераторы, общественные и культурные деятели левой ориентации — Мишель Турнье, Гейдар Джемаль, Борис Кагарлицкий, кинорежиссёр Квентин Тарантино. С 21 июля 2025 года здесь располагается редакция литературного журнала «Новый мир»[15].
- № 12 — в этом доме с 1904 г. до самой кончины (почти 50 лет) жил выдающийся актёр Малого театра А. А. Остужев, чьё имя одно время носил переулок, а также библиограф Б. С. Боднарский.
- № 14 — в 1870-х годах, в несохранившемся трехэтажном доме помещалась нелегальная библиотека революционных студентов. В марте 1906 года у проживавшего тут активного участника революционного движения 1905 года И. И. Скворцова-Степанова, члена литературно-лекторской группы при Московском комитете РСДРП, бывал В. И. Ленин, приезжавший нелегально в Москву для обсуждения составленной им тактической платформы большевиков — проекта резолюций к предстоящему IV (Объединительному) съезду РСДРП).
- № 22 — жилой дом. Здесь жил актёр Григорий Хмара[16].
- № 24 — дом не сохранился, в 1861 году в нём квартировал художник А. К. Саврасов.
- № 28-30 — доходные дома А. А. Волоцкой (1913, архитектор Э.-Р. К. Нирнзее) В доме № 30 до конца жизни проживала известная актриса Людмила Гурченко. В доме № 28 проживала семья музыкантов известного коллаборациониста Стенроса-Макриди[17].

## Переулок в литературе и искусстве
В студенческой песне второй половины XIX века пелось:
«Есть в столице Москве

Один шумный квартал —

Он Козихой Большой прозывается.

От зари до зари,

Лишь зажгут фонари,

Вереницей студенты здесь шляются…»